# Legend of Grimrock
Legend of Grimrock (укр. Легенди Ґрімрока) — перша відеогра випущена фінською компанією Almost Human. Гра належить до популярного раніше жанру dungeon crawl. У грі використану сучасну 3D графіку і класичний для початку дев'яностих геймплей. Гра не продавалася у вигляді компакт-дисків і є доступною лише при завантаженні з офіційного сайту виробника. Реліз відбувся 11 квітня 2012 року.

## Ігровий процес
Дана гра використовує ігровий процес, класичний для жанру dungeon crawl початку 90-х. Вона пропонує характерні дослідження підземелля групою сміливців, вид від першої особи, логічні квести. Однак гра використовує сучасну 3D графіку і активніші дії.
Гравець керує групою з чотирьох воїнів, якісний склад якої він може визначити на початку сюжетної лінії. Пересування відбувається строго по клітинках, на які поділена вся карта, — одне натискання означає один крок уперед. Група розміщена у два ряди (двоє воїнів спереду, двоє ззаду), змінити бойовий порядок неможливо, проте можна змінити розташування воїнів у ньому.
Існує кілька типів воїнів: боєць, маг і злодій, у кожного свої особливості наприклад бійці можуть поглинути велику кількість ударів, а маги завдавати шкоду ворогам на відстані.

## Сюжет
Сюжет, як такий, у грі відсутній — є ввідні дані, фінальна ціль та битви з монстрами між ними. Єдиний не ворожий персонаж — таємничий голос, що інколи з'являється в групових снах, і закликає гравця рухатись вперед.
У світі Legend of Grimrock дуже оригінальне правосуддя: ув'язненим, що не згодні з вироком пропонують довірити вирок самій долі. Це відбувається таким чином: сміливців, що вирішили кинути виклик долі, висаджують на гору і якщо вони зможуть дійти до підніжжя — то вони не винні, попри велику кількість охочих, помилування так ніхто і не отримав. Гра починається з екрану вибору команди, де гравець повинен вибрати чотирьох воїнів. Далі команду на дирижаблі доставляють на вершину гори, де чекає величезна кількість лабіринтів, монстрів і загадок на шляху до виходу.

## Згадки вІнтернеті
|                             | Загалом Legend of Grimrock - це блискучий, неочікуваний прорив, сучасне переосмислення класики і дуже цікава та складна гра. Мало хто зможе пройти її до кінця, не звертаючись до підказок в інтернеті, проте, ті, хто спроможуться, відчують ні з чим незрівняне відчуття перемоги. |
| — Огляд на PlayUA(підсумок) | |

## Галереяскриншотів
| Карта лабіринтів гори Ґрімрок | Монстр, якого можна зустріти в підземеллях | Моторошні підземелля | Монстри підземель Ґрімрока |